# 拉弗拉内
拉弗拉内（法語：La Frasnée，法語發音：[la fʁane]）是法国汝拉省的一个市镇，位于该省中南部，属于隆斯勒索涅区。

## 地理
拉弗拉内（46°33'24"N, 5°48'39"E）面积3.19 平方千米，位于法国勃艮第-弗朗什-孔泰大區汝拉省，该省份为法国东部内陆省份，北起上索恩省，西北接科多尔省，西临索恩-卢瓦尔省，南至安省，东与杜省和瑞士接壤。
与拉弗拉内接壤的市镇（或旧市镇、城区）包括：科尼亞、沙泰勒德茹、克莱尔沃莱拉克、欧特库尔、圣莫里斯-克里亚。

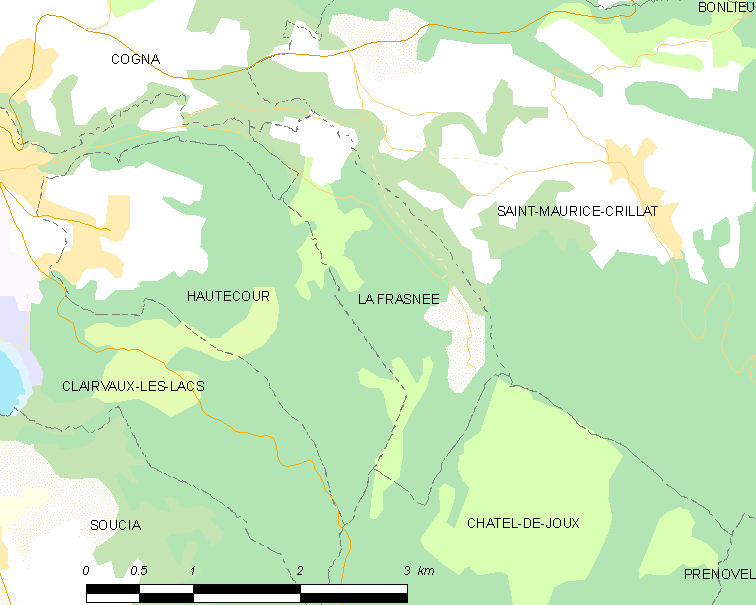
拉弗拉内的OSM定位图

拉弗拉内的时区为UTC+01:00、UTC+02:00（夏令时）。

## 行政
拉弗拉内的邮政编码为39130，INSEE市镇编码为39239。

## 政治
拉弗拉内所属的省级选区为圣洛朗昂格朗沃县。

## 人口

1962-2008年间拉弗拉内人口变化图示

拉弗拉内于2022年1月1日时的人口数量为40人。